# Sistema Excalibur
El sistema Excalibur es un sistema informático de entrecruzamiento de información sobre comunicaciones telefónicas. En Argentina, tomó notoriedad al ser obsequiado por el FBI a la Policía Bonaerense, con motivo de la investigación del caso Cabezas.

A partir de ese momento, ha sido mencionado en investigaciones de distintos crímenes mediáticos, como el atentado a la AMIA de 1994 (usado recién en 1997) o el crimen de La Dársena en 2003.
Posteriormente, fue reemplazado por el VAIC, que incluye sus mismas funciones y las supera.